# Коцур Виталий Викторович
Виталий Викторович Коцур (род. 4 октября 1986, г. Ромны, Сумской области) — украинский политолог (кандидат политических наук), доктор исторических наук и общественный деятель. Старший научный сотрудник отдела национальных меньшинств Института политических и этнонациональных исследований имени И. Ф. Кураса НАН Украины, профессор кафедры политологии Университета Григория Сковороды в Переяславе, член Национального союза краеведов Украины. С 29 июня 2021 г. исполняющий обязанности ректора, с 9 ноября ректор Университета Григория Сковороды в Переяславе.

## Биографические сведения

### Семья
Родился в семье педагогов Виктора Петровича Коцура и Надежды Ивановны Коцур. Раннее детство провел в с. Сакуниха.

### Образование
В 2003 с золотой медалью окончил среднюю школу № 1 города Переяслав Киевской Области и поступил на исторический факультет ГВУЗ «Переяслав-Хмельницкий государственный педагогический университет имени Григория Сковороды», который экстерном, с отличием закончил 2006 года, получил специальность преподавателя истории и правоведения.
В течение 2003—2007 гг. учился в Институте международных отношений Киевского национального университета имени Тараса Шевченко по специальности международная информация. В 2006 году проходил стажировку в г.. Бремен в Deutsche Angestellten-Akademie, а также в CASA Internationale Sprachschule Bremen.
В 2009 окончил Хмельницкий национальный университет по специальности «Международная информация» — информационный аналитик-международник, переводчик. 2010 окончил Хмельницкий национальный университет, специальность «Финансы».
7 июня 2011 г. в Институте политических и этнонациональных исследований имени И. Ф. Кураса НАН Украины защитил кандидатскую диссертацию на тему: «Этнополитический конфликт в Приднестровье в контексте украинского-молдавских межгосударственных отношений» и получил степень кандидата политических наук по специальности 23.00.05 — этнополитология и этногосударствоведение.

### Карьера
В 2011 году, после защиты кандидатской диссертации, начал работать в отделе национальных меньшинств института политических и этнонациональных исследований имени И. Ф. Кураса НАН Украины.
С 2011 года работает преподавателем, старшим преподавателем и доцентом кафедры политологии Университета Григория Сковороды в Переяславе (по совместительству).
В 2014—2015 гг. работал главным консультантом Управления обеспечения связей Президента Украины с Кабинетом Министров Украины и центральными органами исполнительной власти Администрации Президента Украины.
С 2015 работает в должности старшего научного сотрудника отдела национальных меньшинств Института политических и этнонациональных исследований имени И. Ф. Кураса НАН Украины.
С 2018 — заместитель декана социоисторичного факультета по международным отношениям ДВНЗ «Переяслав-Хмельницкий государственный педагогический университет имени Григория Сковороды».
С сентября 2020 работает профессором кафедры публичного управления и администрирования ДВНЗ «Переяслав-Хмельницкий государственный педагогический университет имени Григория Сковороды».
С 2020 декан факультета гуманитарно-естественного образования и социальных технологий ГВУЗ «Переяслав-Хмельницкий государственный педагогический университет имени Григория Сковороды».
С 29 июня 2021 исполняющий обязанности ректора Университета Григория Сковороды в Переяславе.

## Общественная деятельность
С 2010 года член Европейской Ассоциации наук по безопасности (European Association for Security).
С 2013 года — член Национального союза краеведов Украины.
Активный участник Революции достоинства, один из организаторов переяславской сотни самообороны имени Тараса Трясила, которая принимала активное участие в протестах во время Евромайдана, а впоследствии была реорганизована в общественное формирование по охране правопорядка «Самооборона Переяславщины».
Является членом общественных организаций «Переяславский сокровище» (с 2013), «Майдан Переяславщины», «Ресурсный центр устойчивого развития».
В VIII созыве — помощник-консультант народного депутата Украины Вадима Кривенко.
С мая 2017 — председатель общественного совета при исполнительном комитете Переяславской городского совета.
С 2018 года репортер консультативной неправительственной организации при ООН — Cercles Nationaux de Réflexion sur la Jeunesse.

## Научная деятельность
Автор более 100 публикаций по этнической истории, этнополитологии, государственной политики в отношении национальных меньшинств в Украине, национальной безопасности, конфликтологии.
В частности, член авторского коллектива монографий «Донбасс в этнополитической измерении» (2014) и «Галичина в этнополитической измерении» (2017).
Является автором, соавтором таких изданий:
- Коцур В. В. Этнополитический конфликт в Приднестровье в контексте украинского-молдавских межгосударственных отношений. — К. : ИПиЕНД им. И. Ф. Кураса НАН Украны 2013. — 272 с.[9]
- Новейшая политическая лексика: неологизмы, окказионализмы и другие новообразования (энциклопедический словарь-справочник) / Под. ред. Н. М. Фомы. — Львов: «Новый Свет-2000», 2015.
- Украина в системе международной безопасности и евроатлантического сотрудничества: учебно-методическое пособие для самостоятельного изучения дисциплины / Сост. В. В. Коцур. — Переяслав-Хмельницкий ФОП Я. М. Домбровская, — 2017. — 180 с.
- Букет Е. В., Коцур В. В., Коцур Л. Н. Вольное (Вульшка) : краеведческий измерение сквозь века. — Переяслав-Хмельницкий (Киевская обл.): Домбровская Я. М. 2018. — 179 с. ил. (История укр. села).
- Американский президенциализм: институт главы государства в США в лицах от зарождения до современности. Биографическая энциклопедия / А. В. Бабкина, С. М. Деревянко, М. П. Требин и др.; под науч. ред. Н. М. Фомы. — Львов: Новый Свет-2000, 2018.